# Hind al-Husseini

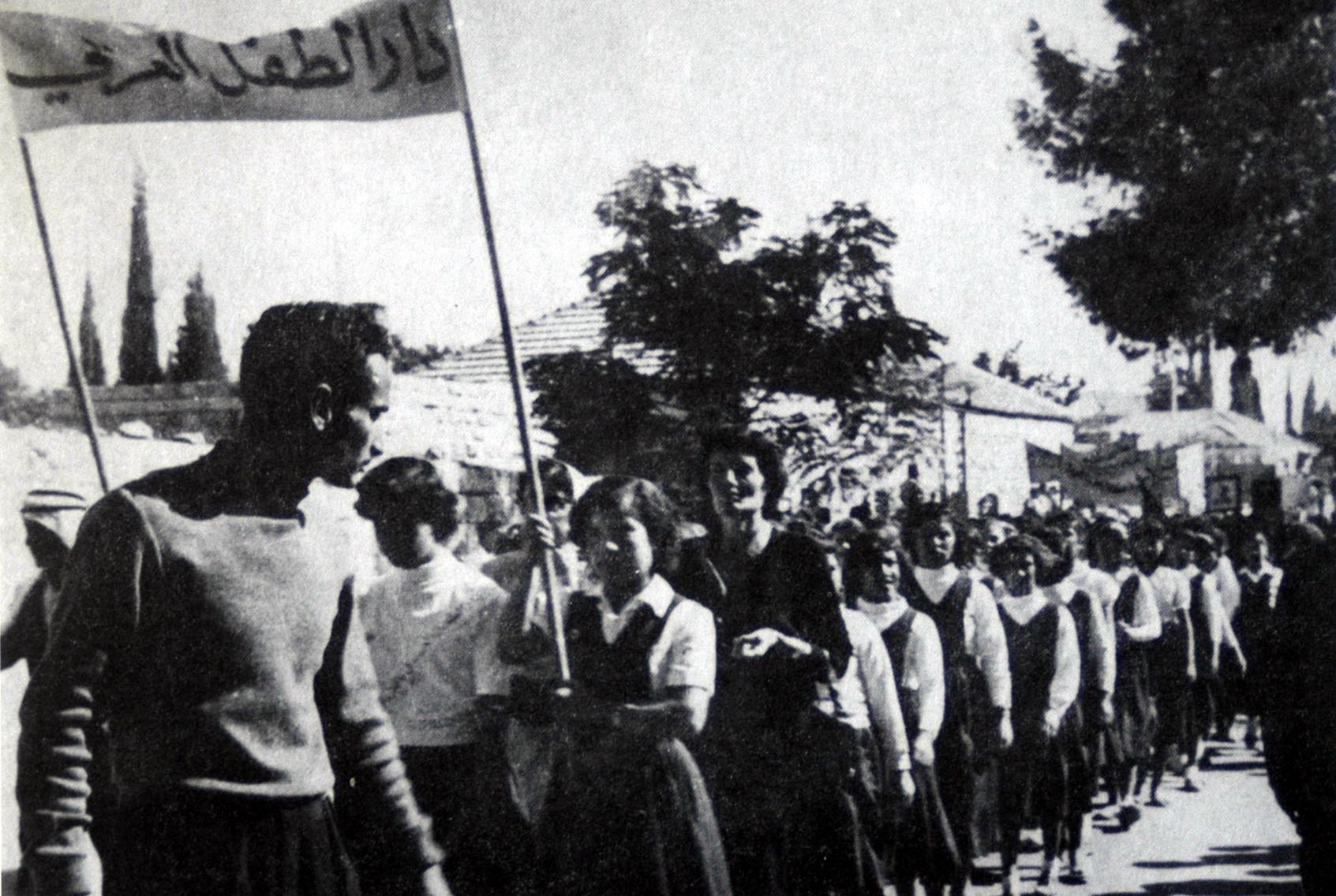
Hind al-Husseini với các nữ sinh diễu hành. Tại Jerusalem, Palestine, năm 1936

Hind al-Husseini (tiếng Ả Rập: هند الحسيني) là một phụ nữ người Palestine đáng chú ý trong việc giải cứu 55 đứa trẻ mồ côi sống sót sau vụ thảm sát Deir Yassin. Sau đó, bà đã chuyển căn biệt thự của ông nội là Salim al-Husayni thành trại mồ côi để cưu mang những đứa trẻ này, và là ngôi trường dành cho những đứa trẻ khác đến từ khắp các thị trấn và làng mạc của Palestine.
Hind cũng quan tâm đến các vấn đề của nữ giới, và bà đã thành lập một trường đại học dành cho phụ nữ và phục vụ trong Hội Phụ nữ Ả Rập. Bà mất vào ngày 13 tháng 9 năm 1994 ngay tại quê hương của mình.

## Thuở thiếu thời
Hind chào đời ngày 25 tháng 4 năm 1916 trong gia đình al-Husseini nổi tiếng ở Jerusalem, và là chị em họ với nhà lãnh đạo quân đội Palestine Abd al-Qader al-Husseini. Bà luôn tỏ ra tích cực trong một số tổ chức công tác xã hội. Vào những năm 1930, Hind gia nhập các đoàn thể sinh viên và là thành viên của Hội Đoàn kết Phụ nữ. Bà đã hoàn thành các khóa học công tác xã hội và là một nhà sư phạm, trở thành hiệu trưởng của một trường dành riêng cho nữ giới tại Jerusalem. Vào những năm 1940, bà trở thành điều phối viên của Hội Phụ nữ Ả Rập.

## Trại trẻ mồ côi
Vào tháng 4 năm 1948, gần Nhà thờ Mộ Thánh, Hind al-Husseini đã tìm thấy một nhóm gồm 55 trẻ em. Vì những nguy hiểm diễn ra trong cuộc chiến, bà khuyên bọn trẻ nên quay về nhà. Một trong những đứa trẻ giải thích rằng, chúng không có nhà để trở về vì Irgun đã giết gia đình và phá hủy nhà của chúng, và chúng đã sống sót sau vụ thảm sát Deir Yassin.
Al-Husseini đã cho chúng trú tạm trong 2 căn phòng được thuê bởi Hiệp hội Nỗ lực Công tác Xã hội, một tổ chức từ thiện của phụ nữ do Al-Husseini đứng đầu. Bà hằng ngày đến thăm lũ trẻ và cho chúng ăn. Lo sợ vì al-Husseini luôn đi lại trong khu vực chiến tranh, người đứng đầu tu viện Sahyoun đã thuyết phục bà đưa lũ trẻ đến tu viện. Không lâu sau, các căn phòng bị đánh bom.
Al-Husseini sau đó đã chuyển những đứa trẻ từ tu viện đến biệt thự của ông nội sau khi ngừng bắn, đổi tên thành Dar al-Tifl al-Arabi (Nhà Trẻ em Ả Rập). Al-Husseini đã quyên góp tiền và nhận tiền hỗ trợ từ khắp nơi trên thế giới. Trại trẻ mồ côi này đã nhận thêm nhiều đứa trẻ khác đến từ các làng và thành phố.